# Coppa del Mondo di sci alpino 1977
La Coppa del Mondo di sci alpino 1977 fu l'undicesima edizione della manifestazione organizzata dalla Federazione Internazionale Sci; ebbe inizio il 9 dicembre 1976 a Val-d'Isère, in Francia, e si concluse il 25 marzo 1977 a Sierra Nevada, in Spagna.
In campo maschile furono disputate 33 gare (10 discese libere, 10 slalom giganti, 10 slalom speciali, 3 combinate), in 18 diverse località. Lo svedese Ingemar Stenmark si aggiudicò sia la Coppa del Mondo generale, sia quella di slalom speciale; l'austriaco Franz Klammer vinse la Coppa di discesa libera, lo svizzero Heini Hemmi quella di slalom gigante. Stenmark era il detentore uscente della Coppa generale.
In campo femminile furono disputate 27 gare (8 discese libere, 8 slalom giganti, 8 slalom speciali, 3 combinate), in 17 diverse località. La svizzera Lise-Marie Morerod si aggiudicò sia la Coppa del Mondo generale, sia quelle di slalom gigante e di slalom speciale; l'austriaca Brigitte Totschnig vinse la Coppa di discesa libera. La tedesca occidentale Rosi Mittermaier era la detentrice uscente della Coppa generale.

## Uomini

### Risultati
| Data             | Località                    | Nazione          | Pista                          | Spec. | Primo             | Secondo          | Terzo                |
| ---------------- | --------------------------- | ---------------- | ------------------------------ | ----- | ----------------- | ---------------- | -------------------- |
| 10 dicembre 1976 | Val-d'Isère                 | Francia          |                                | GS    | Phil Mahre        | Ingemar Stenmark | Klaus Heidegger      |
| 12 dicembre 1976 | Val-d'Isère                 | Francia          |                                | GS    | Heini Hemmi       | Piero Gros       | Phil Mahre           |
| 17 dicembre 1976 | Val Gardena                 | Italia           | Saslong                        | DH    | Franz Klammer     | Herbert Plank    | Erik Håker           |
| 18 dicembre 1976 | Val Gardena                 | Italia           | Saslong                        | DH    | Franz Klammer     | Josef Walcher    | Bernhard Russi       |
| 19 dicembre 1976 | Madonna di Campiglio        | Italia           | 3-Tre                          | SL    | Fausto Radici     | Piero Gros       | Gustav Thöni         |
| 2 gennaio 1977   | Ebnat-Kappel                | Svizzera         |                                | GS    | Heini Hemmi       | Christian Hemmi  | Gustav Thöni         |
| 3 gennaio 1977   | Laax                        | Svizzera         |                                | SL    | Ingemar Stenmark  | Paul Frommelt    | Walter Tresch        |
| 8 gennaio 1977   | Garmisch-Partenkirchen      | Germania Ovest   | Kandahar                       | DH    | Franz Klammer     | Ernst Winkler    | Peter Wirnsberger    |
| 9 gennaio 1977   | Garmisch-Partenkirchen      | Germania Ovest   |                                | GS    | Klaus Heidegger   | Heini Hemmi      | Willi Frommelt       |
| 10 gennaio 1977  | Berchtesgaden               | Germania Ovest   | Loipl                          | SL    | Ingemar Stenmark  | Klaus Heidegger  | Alois Morgenstern    |
| 15 gennaio 1977  | Kitzbühel                   | Austria          | Streif                         | DH    | Franz Klammer     | René Berthod     | Bernhard Russi       |
| 16 gennaio 1977  | Kitzbühel                   | Austria          | Ganslern                       | SL    | Ingemar Stenmark  | Piero Gros       | Franco Bieler        |
| 16 gennaio 1977  | Kitzbühel                   | Austria          | Streif Ganslern                | KB    | Gustav Thöni      | Walter Tresch    | Anton Steiner        |
| 22 gennaio 1977  | Wengen                      | Svizzera         | Lauberhorn                     | DH    | Franz Klammer     | Sepp Ferstl      | Bernhard Russi       |
| 23 gennaio 1977  | Wengen                      | Svizzera         | Männlichen/Jungfrau            | SL    | Ingemar Stenmark  | Paul Frommelt    | Klaus Heidegger      |
| 23 gennaio 1977  | Wengen                      | Svizzera         | Lauberhorn Männlichen/Jungfrau | KB    | Walter Tresch     | Gustav Thöni     | Sepp Ferstl          |
| 24 gennaio 1977  | Adelboden                   | Svizzera         | Chuenisbärgli                  | GS    | Heini Hemmi       | Ingemar Stenmark | Klaus Heidegger      |
| 30 gennaio 1977  | Morzine                     | Francia          |                                | DH    | Bernhard Russi    | Josef Walcher    | Ernst Winkler        |
| 31 gennaio 1977  | Morzine                     | Francia          |                                | DH    | Josef Walcher     | Herbert Plank    | Bernhard Russi       |
| 6 febbraio 1977  | Sankt Anton am Arlberg      | Austria          |                                | SL    | Ingemar Stenmark  | Klaus Heidegger  | Paul Frommelt        |
| 18 febbraio 1977 | Laax                        | Svizzera         |                                | DH    | Franz Klammer     | Sepp Ferstl      | Bernhard Russi       |
| 18 febbraio 1977 | Sankt Anton am Arlberg Laax | Austria Svizzera |                                | KB    | Sepp Ferstl       | Peter Lüscher    | Franz Klammer        |
| 25 febbraio 1977 | Furano                      | Giappone         |                                | GS    | Hansi Hinterseer  | Manfred Brunner  | Ernst Good           |
| 27 febbraio 1977 | Furano                      | Giappone         |                                | SL    | Klaus Heidegger   | Ingemar Stenmark | Bruno Nöckler        |
| 5 marzo 1977     | Sun Valley                  | Stati Uniti      |                                | SL    | Phil Mahre        | Ingemar Stenmark | Steve Mahre          |
| 6 marzo 1977     | Sun Valley                  | Stati Uniti      |                                | GS    | Ingemar Stenmark  | Christian Hemmi  | Heini Hemmi          |
| 12 marzo 1977    | Heavenly Valley             | Stati Uniti      |                                | DH    | Josef Walcher     | Werner Grissmann | Bernhard Russi       |
| 13 marzo 1977    | Heavenly Valley             | Stati Uniti      |                                | DH    | Bartl Gensbichler | Ernst Winkler    | Peter Fischer        |
| 17 marzo 1977    | Voss                        | Norvegia         |                                | GS    | Klaus Heidegger   | Piero Gros       | Phil Mahre           |
| 18 marzo 1977    | Voss                        | Norvegia         |                                | SL    | Ingemar Stenmark  | Piero Gros       | Christian Neureuther |
| 20 marzo 1977    | Åre                         | Svezia           |                                | SL    | Ingemar Stenmark  | Franco Bieler    | Gustav Thöni         |
| 22 marzo 1977    | Åre                         | Svezia           |                                | GS    | Ingemar Stenmark  | Klaus Heidegger  | Miloslav Sochor      |
| 25 marzo 1977    | Sierra Nevada               | Spagna           |                                | GS    | Ingemar Stenmark  | Heini Hemmi      | Christian Hemmi      |

Legenda:

DH = discesa libera

GS = slalom gigante

SL = slalom speciale

KB = combinata

### Classifiche

#### Generale

Ingemar Stenmark nel 1979

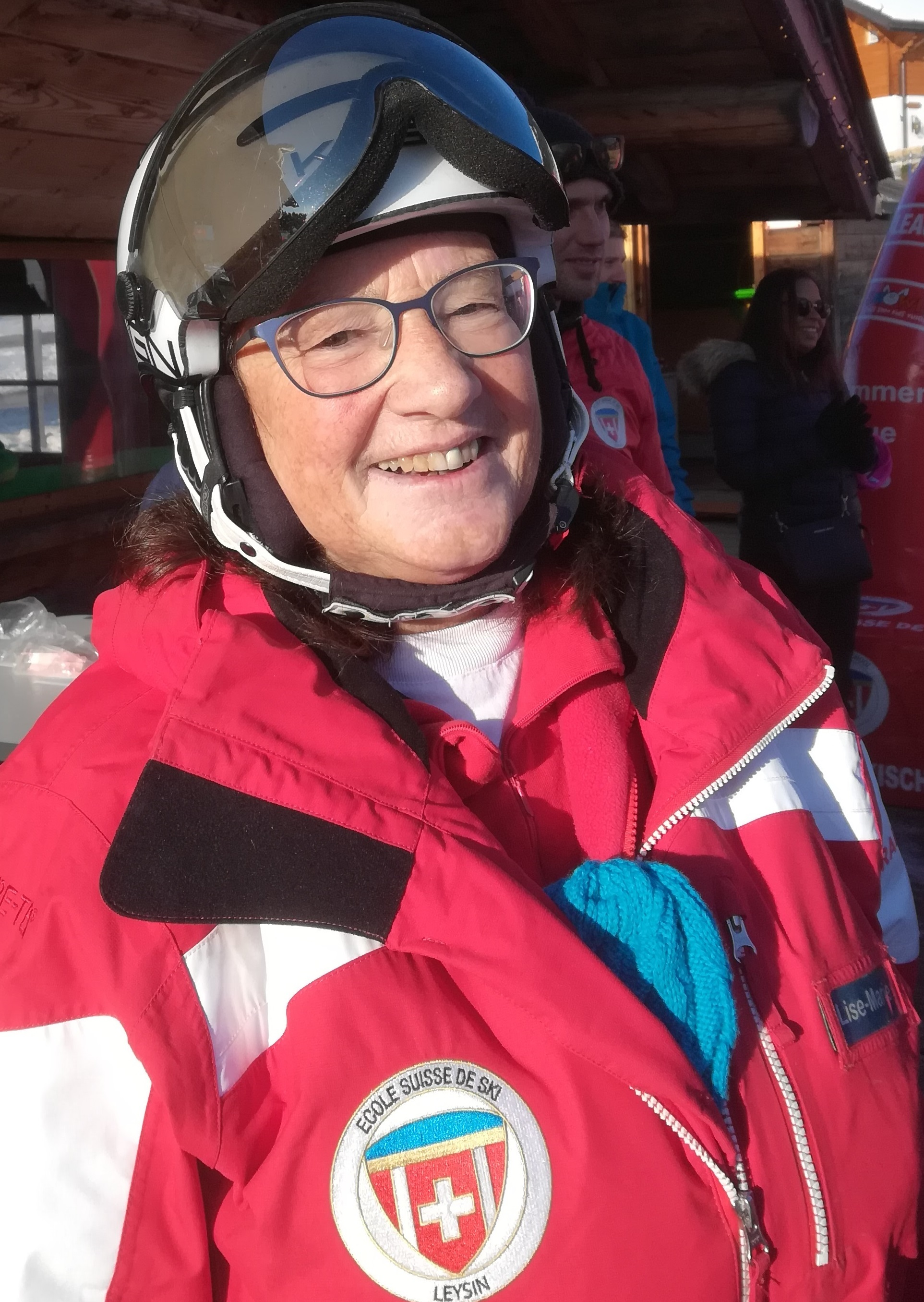
Lise-Marie Morerod nel 2020

| Pos. | Nome             | Nazione       | Punti |
| ---- | ---------------- | ------------- | ----- |
| 1    | Ingemar Stenmark | Svezia        | 339   |
| 2    | Klaus Heidegger  | Austria       | 250   |
| 3    | Franz Klammer    | Austria       | 203   |
| 4    | Piero Gros       | Italia        | 165   |
| 5    | Bernhard Russi   | Svizzera      | 148   |
| 6    | Gustav Thöni     | Italia        | 145   |
| 7    | Heini Hemmi      | Svizzera      | 133   |
| 8    | Josef Walcher    | Austria       | 115   |
| 9    | Phil Mahre       | Stati Uniti   | 100   |
| 10   | Paul Frommelt    | Liechtenstein | 99    |

#### Discesa libera
| Pos. | Nome           | Nazione  | Punti |
| ---- | -------------- | -------- | ----- |
| 1    | Franz Klammer  | Austria  | 125   |
| 2    | Josef Walcher  | Austria  | 101   |
| 3    | Bernhard Russi | Svizzera | 85    |
| 4    | Ernst Winkler  | Austria  | 64    |
| 5    | Herbert Plank  | Italia   | 58    |

#### Slalom gigante
| Pos. | Nome             | Nazione     | Punti |
| ---- | ---------------- | ----------- | ----- |
| 1    | Heini Hemmi      | Svizzera    | 115   |
| 2    | Ingemar Stenmark | Svezia      | 115   |
| 3    | Klaus Heidegger  | Austria     | 100   |
| 4    | Phil Mahre       | Stati Uniti | 72    |
| 5    | Piero Gros       | Italia      | 70    |

#### Slalom speciale
| Pos. | Nome             | Nazione       | Punti |
| ---- | ---------------- | ------------- | ----- |
| 1    | Ingemar Stenmark | Svezia        | 125   |
| 2    | Klaus Heidegger  | Austria       | 91    |
| 3    | Paul Frommelt    | Liechtenstein | 77    |
| 4    | Piero Gros       | Italia        | 76    |
| 5    | Gustav Thöni     | Italia        | 63    |

## Donne

### Risultati
| Data             | Località                | Nazione        | Pista                  | Spec. | Prima                 | Seconda                         | Terza                 |
| ---------------- | ----------------------- | -------------- | ---------------------- | ----- | --------------------- | ------------------------------- | --------------------- |
| 9 dicembre 1976  | Val-d'Isère             | Francia        |                        | GS    | Lise-Marie Morerod    | Abbi Fisher                     | Annemarie Moser-Pröll |
| 11 dicembre 1976 | Courmayeur              | Italia         |                        | GS    | Brigitte Totschnig    | Lea Sölkner                     | Hanni Wenzel          |
| 15 dicembre 1976 | Cortina d'Ampezzo       | Italia         | Olimpia delle Tofane   | DH    | Annemarie Moser-Pröll | Elena Matous                    | Brigitte Totschnig    |
| 16 dicembre 1976 | Cortina d'Ampezzo       | Italia         |                        | SL    | Lise-Marie Morerod    | Hanni Wenzel                    | Claudia Giordani      |
| 16 dicembre 1976 | Cortina d'Ampezzo       | Italia         | Olimpia delle Tofane ? | KB    | Annemarie Moser-Pröll | Lise-Marie Morerod              | Hanni Wenzel          |
| 20 dicembre 1976 | Zell am See             | Austria        |                        | DH    | Brigitte Totschnig    | Annemarie Moser-Pröll           | Nicola Spieß          |
| 21 dicembre 1976 | Zell am See             | Austria        |                        | DH    | Brigitte Totschnig    | Marie-Theres Nadig Nicola Spieß |                       |
| 3 gennaio 1977   | Oberstaufen             | Germania Ovest |                        | SL    | Lise-Marie Morerod    | Hanni Wenzel                    | Patricia Emonet       |
| 8 gennaio 1977   | Pfronten                | Germania Ovest |                        | DH    | Annemarie Moser-Pröll | Marie-Theres Nadig              | Irene Epple           |
| 11 gennaio 1977  | Garmisch-Partenkirchen  | Germania Ovest | Kandahar               | DH    | Annemarie Moser-Pröll | Bernadette Zurbriggen           | Marie-Theres Nadig    |
| 18 gennaio 1977  | Schruns                 | Austria        |                        | DH    | Bernadette Zurbriggen | Evi Mittermaier                 | Marie-Theres Nadig    |
| 19 gennaio 1977  | Schruns                 | Austria        |                        | SL    | Lise-Marie Morerod    | Fabienne Serrat                 | Pamela Behr           |
| 19 gennaio 1977  | Schruns                 | Austria        |                        | KB    | Hanni Wenzel          | Lise-Marie Morerod              | Monika Kaserer        |
| 20 gennaio 1977  | Arosa                   | Svizzera       |                        | GS    | Lise-Marie Morerod    | Kathy Kreiner                   | Monika Kaserer        |
| 25 gennaio 1977  | Crans-Montana           | Svizzera       |                        | DH    | Brigitte Totschnig    | Evi Mittermaier                 | Annemarie Moser-Pröll |
| 26 gennaio 1977  | Crans-Montana           | Svizzera       |                        | SL    | Perrine Pelen         | Lise-Marie Morerod              | Fabienne Serrat       |
| 26 gennaio 1977  | Crans-Montana           | Svizzera       |                        | KB    | Marie-Theres Nadig    | Annemarie Moser-Pröll           | Hanni Wenzel          |
| 28 gennaio 1977  | Saint-Gervais-les-Bains | Francia        |                        | SL    | Perrine Pelen         | Patricia Emonet                 | Monika Kaserer        |
| 29 gennaio 1977  | Megève                  | Francia        |                        | GS    | Monika Kaserer        | Lise-Marie Morerod              | Annemarie Moser-Pröll |
| 1º febbraio 1977 | Maribor                 | Jugoslavia     |                        | SL    | Claudia Giordani      | Monika Kaserer                  | Perrine Pelen         |
| 2 febbraio 1977  | Maribor                 | Jugoslavia     |                        | GS    | Lise-Marie Morerod    | Monika Kaserer                  | Fabienne Serrat       |
| 26 febbraio 1977 | Furano                  | Giappone       |                        | SL    | Regina Sackl          | Annemarie Moser-Pröll           | Claudia Giordani      |
| 27 febbraio 1977 | Furano                  | Giappone       |                        | GS    | Monika Kaserer        | Lise-Marie Morerod              | Annemarie Moser-Pröll |
| 5 marzo 1977     | Sun Valley              | Stati Uniti    |                        | SL    | Perrine Pelen         | Claudia Giordani                | Monika Kaserer        |
| 6 marzo 1977     | Sun Valley              | Stati Uniti    |                        | GS    | Lise-Marie Morerod    | Kathy Kreiner                   | Abbi Fisher           |
| 12 marzo 1977    | Heavenly Valley         | Stati Uniti    |                        | DH    | Brigitte Totschnig    | Evi Mittermaier                 | Doris De Agostini     |
| 24 marzo 1977    | Sierra Nevada           | Spagna         |                        | GS    | Lise-Marie Morerod    | Ingrid Eberle                   | Ursula Konzett        |

Legenda:

DH = discesa libera

GS = slalom gigante

SL = slalom speciale

KB = combinata

### Classifiche

#### Generale
| Pos. | Nome                  | Nazione       | Punti |
| ---- | --------------------- | ------------- | ----- |
| 1    | Lise-Marie Morerod    | Svizzera      | 319   |
| 2    | Annemarie Moser-Pröll | Austria       | 246   |
| 3    | Monika Kaserer        | Austria       | 196   |
| 4    | Brigitte Totschnig    | Austria       | 186   |
| 5    | Hanni Wenzel          | Liechtenstein | 150   |
| 6    | Marie-Theres Nadig    | Svizzera      | 133   |
| 7    | Perrine Pelen         | Francia       | 132   |
| 8    | Claudia Giordani      | Italia        | 121   |
| 9    | Fabienne Serrat       | Francia       | 85    |
| 10   | Bernadette Zurbriggen | Svizzera      | 78    |

#### Discesa libera
| Pos. | Nome                  | Nazione        | Punti |
| ---- | --------------------- | -------------- | ----- |
| 1    | Brigitte Totschnig    | Austria        | 115   |
| 2    | Annemarie Moser-Pröll | Austria        | 110   |
| 3    | Marie-Theres Nadig    | Svizzera       | 81    |
| 4    | Evi Mittermaier       | Germania Ovest | 74    |
| 5    | Bernadette Zurbriggen | Svizzera       | 63    |

#### Slalom gigante
| Pos. | Nome                  | Nazione     | Punti |
| ---- | --------------------- | ----------- | ----- |
| 1    | Lise-Marie Morerod    | Svizzera    | 125   |
| 2    | Monika Kaserer        | Austria     | 93    |
| 3    | Annemarie Moser-Pröll | Austria     | 60    |
| 4    | Kathy Kreiner         | Canada      | 59    |
| 5    | Abbi Fisher           | Stati Uniti | 39    |
| 5    | Brigitte Totschnig    | Austria     | 39    |

#### Slalom speciale
| Pos. | Nome               | Nazione       | Punti |
| ---- | ------------------ | ------------- | ----- |
| 1    | Lise-Marie Morerod | Svizzera      | 106   |
| 2    | Perrine Pelen      | Francia       | 98    |
| 3    | Claudia Giordani   | Italia        | 86    |
| 4    | Monika Kaserer     | Austria       | 65    |
| 5    | Hanni Wenzel       | Liechtenstein | 57    |